# San Martín de Valderaduey
San Martín de Valderaduey – gmina w Hiszpanii, w prowincji Zamora, w Kastylii i León, o powierzchni 23,94 km². W 2011 roku gmina liczyła 79 mieszkańców.